# Halle (cràter)
Halle és un cràter d'impacte en el planeta Venus de 21,5 km de diàmetre. Porta el nom de Wilma Neruda (1839-1911), violinista austríaca, i el seu nom va ser aprovat per la Unió Astronòmica Internacional el 1991.